# 郭店一号楚墓
郭店一号楚墓（かくてんいちごうそぼ）は、中国湖北省荊門市沙洋県紀山鎮郭店村に位置する陵墓。
1993年に発掘調査が行われ、大量の竹簡が発見された（郭店楚簡）。その中には、儒家にかかわる未発見の文献や『老子』などが含まれており、中国思想の常識を覆すものであった。
度々盗掘に遭った為に祭礼用の青銅器や銅陶器が残っておらず、それ等を用いた化学分析による年代測定は行われて居ないが、出土した器物の特徴などの観点から秦文化の影響が見られず、紀元前300年頃の楚の貴族の墓である。出土した漆塗り食器には「東宮之師」と刻字されている。
また、1994年香港のブラックマーケットに出現した竹簡（「上海博物館蔵戦国楚竹書」。放射性炭素による年代測定の結果は紀元前308年±65年とされる）も、郭店一号楚墓から盗掘されたものとの考えもあるが、詳細は不明である。